# Scott Spiegel
Scott Spiegel (* 24. Dezember 1957 in Walnut Lake, Michigan) ist ein US-amerikanischer Regisseur, Drehbuchautor, Schauspieler und Filmproduzent.

## Leben
Scott Spiegel wurde am 24. Dezember 1957 in Walnut Lake in Michigan geboren. Schon in seiner Jugendzeit drehte er mit seinen Schulfreunden Sam Raimi und Bruce Campbell erste eigene Filme. Er besuchte die West Maple Jr. High School und die Whylie E. Groves High School in Birmingham, Michigan.
Sein Debüt beim Film gab er 1977 als Schauspieler in It’s Murder von Sam Raimi. Danach spielte er in den Kurzfilmen Shemp Eates the Moon, Within the Woods und Clockwork. 1981 spielte er eine kleine Rolle in Tanz der Teufel.
1981 gab Spiegel sein Regiedebüt bei dem Kurzfilm Torro. Torro. Torro!. Im selben Jahr führte er auch Regie bei dem Kurzfilmprojekt Attack of the Helping Hand!. 1982 wirkte er an Cleveland Smith: Bounty Hunter (Kurzfilm) mit. 1985 gab er sein Drehbuchdebüt mit Strykers' War und schrieb am Skript von Tanz der Teufel II – Jetzt wird noch mehr getanzt mit. Er übernahm des Weiteren erneut seine Rolle aus dem ersten Teil. 1989 gab er sein Langfilmregiedebüt mit dem Slasher-Film Bloodnight und schrieb das Drehbuch für Mörderischer Irrtum. Er wirkte außerdem in den Filmen The Dead Next Door und Robot Ninja als Schauspieler mit.
1990 arbeitete Spiegel gleich an fünf verschiedenen Projekten. Er übernahm Rollen als Schauspieler in den Machwerken Skinned Alive, Leon, Darkman und The Girl I Want. Außerdem verfasste er zusammen mit Boaz Yakin das Drehbuch für Clint Eastwoods Film Rookie – Der Anfänger mit Charlie Sheen. 1992 entwickelte er die Story und führte Regie bei Die total beknackte Nuss mit Traci Lords. 1993 übernahm er eine Sprechrolle in dem Kurzfilm Red. In Schneller als der Tod von 1995 wirkte er als Schauspieler. Ebenfalls 1995 entstanden mit ihm die Filme Wild Malibu Weekend! und Nude Bowling Party. Danach spielte er in In den Fängen des Wahnsinns. 1999 übernahm er die Funktionen des Drehbuchautors und Regisseur in dem von Robert Rodriguez und Quentin Tarantino produzierten From Dusk Till Dawn 2 – Texas Blood Money.
2002 und 2004 hatte er kleine Gastauftritte in Spider-Man und Spider-Man 2. 2005 produzierte er 2001 Maniacs und arbeitete an diesem Film erstmals als Regieassistent. Des Weiteren produzierte er ebenfalls 2005 Hostel sowie dessen Fortsetzung Hostel 2 von 2007. 2008 hatte er eine Rolle in Babysitter Wanted sowie 2009 in Drag Me to Hell.
2010 schrieb er das Drehbuch zu dem Kurzfilm Facing the Lion. In diesem Werk fungierte er erstmals als Filmeditor. 2011 übernahm er die Regie bei Hostel 3 mit Thomas Kretschmann.

## Filmografie
Als Schauspieler
- 1977: It’s Murder
- 1978: Shemp Eates the Moon (Kurzfilm)
- 1978: Within the Woods (Kurzfilm)
- 1978: Clockwork (Kurzfilm)
- 1981: Tanz der Teufel (The Evil Dead)
- 1981: Torro. Torro. Torro! (Kurzfilm)
- 1982: Cleveland Smith: Bounty Hunter (Kurzfilm)
- 1985: Stryker’s War
- 1987: Tanz der Teufel II – Jetzt wird noch mehr getanzt (Evil Dead 2: Dead by Dawn)
- 1989: Bloodnight
- 1989: The Dead Next Door
- 1989: Robot Ninja
- 1990: Skinned Alive
- 1990: Leon
- 1990: Darkman
- 1990: The Girl I Want
- 1993: Red (Kurzfilm)
- 1995: Schneller als der Tod (The Quick and the Dead)
- 1995: Wild Malibu Weekend!
- 1995: Nude Bowling Party
- 1996: In den Fängen des Wahnsinns (Where Truth Lies)
- 1999: From Dusk Till Dawn 2 – Texas Blood Money
- 2002: Spider-Man
- 2004: Spider-Man 2
- 2005: 2001 Maniacs
- 2008: Babysitter Wanted
- 2009: Drag Me to Hell

Als Filmemacher
- 1979: Attack of the Helping Hand! (Kurzfilm, Regisseur, Drehbuchautor, Produzent)
- 1981: Torro. Torro. Torro! (Kurzfilm, Regisseur, Drehbuchautor)
- 1982: Cleveland Smith: Bounty Hunter (Kurzfilm, Drehbuchautor, Produzent)
- 1985: Stryker’s War (Drehbuchautor, Produzent)
- 1987: Tanz der Teufel II – Jetzt wird noch mehr getanzt (Evil Dead 2: Dead by Dawn, Drehbuchautor)
- 1989: Bloodnight (Regisseur, Drehbuchautor)
- 1989: Mörderischer Irrtum (Hit List, Drehbuchautor)
- 1990: Rookie – Der Anfänger (The Rookie, Drehbuchautor)
- 1992: Die total beknackte Nuss (The Nutt House, Regisseur)
- 1999: From Dusk Till Dawn 2 – Texas Blood Money (Regisseur, Drehbuchautor)
- 2004: Mein Name ist Modesty (My Name Is Modesty, Regisseur)
- 2005: 2001 Maniacs (Produzent)
- 2010: Facing the Lion (Kurzfilm, Drehbuchautor, Produzent, Editor)
- 2011: Hostel 3 (Regisseur)